# いでえいじ
いで えいじ（本名：井出 英児、1973年5月10日 - ）は、日本の漫画家。神奈川県川崎市出身。竹書房、芳文社、双葉社の4コマ雑誌や麻雀雑誌で作品を発表していた。2007年現在は実話系誌でのストーリー形式作品が中心になっている。

## 略歴
1992年4月22日、芳文社『まんがタイムスペシャル』にて、『なんたってまりこ先生』で新人賞を受賞して掲載され、デビュー。この作品は同年6月から同誌に約2年間連載された。1994年10月には『まんがタイムラブリー』で『ぺんぎんoffice』の連載を開始。その後も『まんがタイム』や、双葉社『まんがランド』等で多くの作品を発表する。
しかし、1997年に『ぺんぎんoffice』を最後に全ての連載が打ち切られ、“自分が描きたいものを描くことと、一般的な読者に受けること”とが両立しないというジレンマに悩んだ末、断筆。その後は、ゲームグッズショップ、CDショップ、コンビニエンスストア、警備会社などでアルバイト生活を続けた後、CDショップに就職する。
2000年、警備会社に転職した後、漫画を収入の一助とすることを考え、芳文社や竹書房に持ち込みを行う。この頃、芳文社『まんがタイムジャンボ』にて、保健医を主人公とした作品が「新人4コマ鑑定団」に掲載され、勝利を収める（この作品は連載にはならなかったが、後の『はるかな気持ち』の礎となった）。また、同時期に竹書房『まんがライフ』にて『ぽけっとタマちゃん』が連載化され再デビューを果たし、芳文社『まんがタイムファミリー』にて『カモン! たいちくん』の連載も開始される。これにより、漫画家と警備業との兼業生活となる。
2002年には『ぽけっとタマちゃん』で初単行本も発売され、2003年には警備業を辞めた。
再デビュー後は、ハイテンションなギャグ4コマを中心に発表してきたが、2003年頃からは、ストーリー4コマ（『ヨルのガッコウより』等）や、実際に行われた麻雀のリポート（『30年間無勝の男』等）など、作風の幅を広げた。
2007年に再び兼業漫画家となり、漫画家を副業として活動を続けている。

## 作品リスト

### 連載中の作品
- かっぱがれ （2015年 - 、近代麻雀（竹書房））※不定期連載中

### 連載を終了した作品
- ぺんぎんoffice （1994年 - 1997年、まんがタイムラブリー（芳文社））
- カモン! たいちくん （2000年 - 2003年、まんがタイムファミリー）
- ららら新婚白書 （xxxx年 - 2003年、まんがくらぶ（竹書房））
- ぽけっとタマちゃん （2000年 - 2006年、まんがくらぶオリジナル（竹書房））（2000年 - 2003年、まんがライフ（竹書房））
  - 第1巻 - 竹書房より2002年刊行 ISBN 4-8124-5714-9
- ルームメイツ☆パニック （2002年 - 2006年、まんがタウンオリジナル（双葉社））
- 30年間無勝の男 （2003年 - 2005年、近代麻雀ゴールド（竹書房））
- かっぱがれ （2003年 - 2005年、近代麻雀オリジナル（竹書房））
- ヨルのガッコウより （2003年 - 2006年、まんがくらぶ）
- はるかな気持ち （2003年 - 2007年、まんがタイムファミリー（芳文社））